# The Doctor (serie televisiva)
The Doctor è una serie televisiva statunitense in 43 episodi trasmessi per la prima volta nel corso di una sola stagione dal 1952 al 1953.
È una serie di tipo antologico in cui ogni episodio rappresenta una storia a sé. Gli episodi sono storie di genere medico incentrati su casi di disturbati mentali o pazienti con problemi psicologici. In ogni episodio, all'inizio e alla fine, appare Warner Anderson che interpreta "The Doctor", personaggio di volta in volta utilizzato per presentare la storia e per la considerazione finale. Tra le guest star: Wesley Addy, Anne Jackson, Charles Bronson, Edward Binns, Ernest Truex, Mildred Natwick e Lee Marvin.

## Produzione
La serie fu prodotta da National Broadcasting Company. Le musiche furono composte da Jack Shaindlin. Tra i registi sono accreditati Robert Aldrich e Don Siegel. Tra gli sceneggiatori è accreditato Rod Serling.

## Distribuzione
La serie fu trasmessa negli Stati Uniti dal 24 agosto 1952 al 28 giugno 1953 sulla rete televisiva NBC. È stata distribuita anche in syndication con il titolo The Visitor.

## Episodi
| Stagione       | Episodi | Prima TV USA |
| -------------- | ------- | ------------ |
| Prima stagione | 43      | 1952-1953    |